# Extravagantes communes
Extravagantes communes (pol. Ekstrawaganty powszechne od łac.
ekstra 'poza czymś' i vagans dpn. vagantis 'wędrujący', communis 'wspólny; powszechny; ogólny; pospolity') - zbiór prawa kanonicznego sporządzony przez francuskiego kanonistę Jana Chappuis wydany po raz pierwszy w 1500 roku. Został włączony do Corpus Iuris Canonici.